# Alexander Czéh
Alexander Czéh (* 7. Oktober 1876 in Johannisberg; † 24. Mai 1955 in Wiesbaden) war ein deutscher Verwaltungsbeamter und Landrat der Kreise Geilenkirchen und Geilenkirchen-Heinsberg.

## Leben
Der Sohn des Geheimen Regierungsrates Andreas Carl Franz Czéh und der Barbara Klein aus Wiesbaden absolvierte von 1895 bis 1899 ein Studium der Rechtswissenschaften an den Universitäten in Würzburg, Kiel, Paris und Leipzig.
Nachdem Czéh 1902 als Regierungsreferendar in Wiesbaden seinen Einstieg in die Regierungsverwaltung angetreten hatte, folgte 1906 seine Verwendung als Regierungsassessor zunächst im Landratsamt Kreis Ragnit, dann im Landratsamt Kreis Schlochau und schließlich ab 1909 beim Polizeipräsidenten in Frankfurt am Main. Im Jahr 1911 wurde Czéh von der Regierung in Wiesbaden übernommen und 1913 zum Regierungsrat befördert.
Während des Ersten Weltkrieges versah Czéh seinen Kriegsdienst und wurde als Hauptmann der Reserve und Batterieführer sowie ausgezeichnet mit dem Eisernen Kreuz I. Klasse vorzeitig aus dem Wehrdienst entlassen.
Nach einer vorübergehenden Tätigkeit ab 1917 bei der Regierung in Aachen wurde Czéh im Jahr 1919 zunächst kommissarisch und ab 1920 offiziell als Landrat des Kreises Geilenkirchen berufen. Bei der Zusammenlegung mit dem Kreis Heinsberg zum neuen Kreis Geilenkirchen-Heinsberg wurde er am 1. Oktober 1932 auch für den neu gebildeten Kreis als Landrat übernommen. Hier versah Czéh seinen Dienst bis 1945 und verbrachte danach seinen Lebensabend wieder in Wiesbaden. 
Czéh war mit Maria von Pelser-Berensberg (* 1894), einer Tochter des Bergwerkdirektors Otto von Pelser-Berensberg, verheiratet.